# Unterseeboot 370
Le Unterseeboot 370 (ou U-370) est un sous-marin allemand (U-Boot) de type VII.C utilisé par la Kriegsmarine (marine de guerre allemande) pendant la Seconde Guerre mondiale.

## Construction
L'U-370 est un sous-marin océanique de type VII C. Construit dans les chantiers de Flensburger Schiffbau-Gesellschaft à Flensbourg, la quille du U-370 est posée le 21 novembre 1942 et il est lancé le 24 septembre 1943. L'U-370 entre en service deux mois plus tard.

## Historique
Mis en service le 19 novembre 1943, l'Unterseeboot 370 effectue sa période d'entraînement initial sous les ordres de l'Oberleutnant zur See Karl Nielsen à Stettin dans la 4. Unterseebootsflottille jusqu'au 31 juillet 1944, puis l'U-370 rejoint son unité de combat dans la 8. Unterseebootsflottille à Danzig. À partir du 16 février 1945, il est affecté à la 4. Unterseebootsflottille à Stettin comme navire d'entrainement et d'instruction.
L'U-370 a réalisé 12 patrouilles de guerre, toutes sous les ordres de l'Oberleutnant zur See Karl Nielsen dans lesquelles il a coulé deux navires de guerre ennemi pour un total de 832 tonnes au cours de ses 151 jours en mer.
En vue de la préparation à sa première patrouille, l'U-370 quitte le port de Kiel le 9 juin 1944 pour arriver le 10 juin 1944 à Marviken. Le 29 juin 1944, il reprend la mer pour retourner à Kiel qu'il atteint le 1er juillet 1944 après trois jours en mer.
Sa première patrouille part de Kiel le 9 juillet 1944 pour rejoindre le 12 juillet 1944 le port de Tallinn.
Le 16 février 1945, au cours de sa onzième patrouille commencée le 5 janvier 1945, l'U-370 est affecté de nouveau à la 4.Unterseebootsflottille à Stettin.  C'est durant cette patrouille qu'il envoie par le fond le 12 janvier 1945 le mouilleur de mines finlandais Louhi qui revenait de poser le champ de mines Vanta3, mines qui allait causer peu après la perte des sous-marins U-745 et U-676.
Sa douzième et dernière patrouille débute le 7 mars 1945 du port de Danzig ; il rejoint après quatre jours en mer le port de Kiel, le 10 mars 1945 et quitte le service actif pour être utilisé comme navire-école pour la formation et l'entrainement des équipages.
La fin de la guerre approchant, et à la suite de l'ordre donné (Opération Regenbogen) le 30 avril 1945 par l'amiral Karl Dönitz de saborder les navires de la Kriegsmarine, l'U-Boot U-370 est sabordé par son équipage le 5 mai 1945 dans la baie de Gelting (en) à l'est de Flensbourg dans la Mer Baltique.

## Affectations successives
- 4. Unterseebootsflottille à Stettin du 19 novembre 1943 au 31 juillet 1944 (entrainement)
- 8. Unterseebootsflottille à Danzig du 1er août 1944 au 15 février 1945 (service actif)
- 4. Unterseebootsflottille à Stettin du 16 février au 5 mai 1945 (entrainement)

## Commandement
- Oberleutnant zur See Karl Nielsen du 19 novembre 1943 à 5 mai 1945

## Patrouilles
|       | Commandant         | Départ            | Départ        | Arrivée           | Arrivée       | Jours     | Succès |
| ----- | ------------------ | ----------------- | ------------- | ----------------- | ------------- | --------- | ------ |
|       | Oblt. Karl Nielsen | 9 juin 1944       | Kiel          | 10 juin 1944      | Marviken      | 2 jours   |        |
|       | Oblt. Karl Nielsen | 29 juin 1944      | Marviken      | 1er juillet 1944  | Kiel          | 3 jours   |        |
| 1     | Oblt. Karl Nielsen | 9 juillet 1944    | Kiel          | 12 juillet 1944   | Reval         | 4 jours   |        |
| 2     | Oblt. Karl Nielsen | 13 juillet 1944   | Reval         | 14 juillet 1944   | Grand Hotel   | 2 jours   |        |
| 3     | Oblt. Karl Nielsen | 17 juillet 1944   | Grand Hotel   | 24 juillet 1944   | Grand Hotel   | 8 jours   |        |
| 4     | Oblt. Karl Nielsen | 26 juillet 1944   | Grand Hotel   | 27 juillet 1944   | Altaskär Nord | 2 jours   |        |
| 5     | Oblt. Karl Nielsen | 28 juillet 1944   | Altaskär Nord | 3 août 1944       | Helsinki      | 7 jours   | 56     |
| 6     | Oblt. Karl Nielsen | 9 août 1944       | Helsinki      | 12 août 1944      | Grand Hotel   | 4 jours   |        |
| 7     | Oblt. Karl Nielsen | 20 août 1944      | Grand Hotel   | 30 août 1944      | Grand Hotel   | 11 jours  |        |
| 8     | Oblt. Karl Nielsen | 3 septembre 1944  | Grand Hotel   | 6 septembre 1944  | Kopli         | 4 jours   |        |
| 9     | Oblt. Karl Nielsen | 13 septembre 1944 | Kopli         | 28 septembre 1944 | Memel         | 16 jours  |        |
| 10    | Oblt. Karl Nielsen | 2 octobre 1944    | Memel         | 25 octobre 1944   | Danzig        | 24 jours  |        |
| 11    | Oblt. Karl Nielsen | 5 janvier 1945    | Danzig        | 5 mars 1945       | Danzig        | 60 jours  | 776    |
| 12    | Oblt. Karl Nielsen | 7 mars 1945       | Danzig        | 10 mars 1945      | Kiel          | 4 jours   |        |
| Total | Total              | Total             | Total         | Total             | Total         | 151 jours | 832 t  |

Note : Oblt. = Oberleutnant zur See

### Opérations Wolfpack
L'U-370 n'a pas opéré avec les Wolfpacks (meute de loups) durant sa carrière opérationnelle.

## Navires coulés
L'Unterseeboot 370 a coulé 2 navires de guerre ennemi pour un total de 832 tonnes au cours des 12 patrouilles (146 jours en mer) qu'il effectua.
| Date            | Nom    | Nationalité       | Tonnage (GRT) | Fait  |
| --------------- | ------ | ----------------- | ------------- | ----- |
| 31 juillet 1944 | Mo-101 | Marine soviétique | 56            | Coulé |
| 12 janvier 1945 | Louhi  | Finlande          | 776           | Coulé |

### Source et bibliographie
- (en) Cet article est partiellement ou en totalité issu de l’article de Wikipédia en anglais intitulé « German submarine U-370 » (voir la liste des auteurs).
- Chris Bishop, historien militaire (trad. de l'anglais par Christian Muguet), Les sous-marins de la Kriegsmarine : 1939-1945 : le guide d'identification des sous-marins [« The spellmount submarine identification guide : Kriegsmarine U-boats 1939-1945 »], Paris, Éd. de Lodi, 2008, 192 p. (ISBN 978-2-84690-327-1, OCLC 470721805, BNF 41298980)